# 殺戮都市GANTZ：O
《殺戮都市GANTZ：O》（日语：GANTZ:O／ガンツ:オー）是一部2016年日本CGI動畫科幻動作片，改編自日本漫畫家奧浩哉的漫畫《殺戮都市》，故事改編自原作《大阪篇》，由佐藤敬一擔任總導演，川村泰執導，黑岩勉編劇。
《殺戮都市GANTZ：O》於2016年10月14日在日本上映，並於2017年2月18日在Netflix上線。

## 配音員
- 小野大輔 配音 加藤勝
- M·A·O 配音 山咲杏
- 郭智博 配音 西丈一郎
- 早見沙織 配音 下平玲花
- 池田秀一 配音 鈴木良一
- 小林劍道 配音 岡八郎
- Razor Ramon RG 配音 島木譲二
- Razor Ramon HG 配音 室谷信雄
- 津嘉山正種 配音 滑瓢
- 小野坂昌也 配音 木村進
- 津田健次郎 配音 平參平
- 小川輝晃 配音 原哲男
- 吉田尚記 配音 播報員
- 梶裕貴 配音 玄野計

## 製作
2015年11月，在《週刊YOUNG JUMP》增刊《Miracle Jump》12月號上宣佈將於2016年推出無定名的全3DCG《殺戮都市》動畫電影。2016年4月，公佈正式片名為《GANTZ:O》，故事改編自原作《大阪篇》。2016年7月，宣佈小野大輔、M·A·O、郭智博、早見沙織、池田秀一、津嘉山正種、津田健次郎、小川輝晃和梶裕貴加盟，分別聲演加藤勝、山咲杏、西丈一郎、下平玲花、鈴木良一、滑瓢、平參平、原哲男和玄野計，並公佈新海報以及最新特報。2016年9月，電影被選定為第73屆威尼斯影展非競賽單元片。同月，宣佈小林劍道、Razor Ramon RG、Razor Ramon HG和小野坂昌也加盟，分別聲演大阪隊隊員岡八郎、島木譲二、室谷信雄和木村進，並公佈新海報以及最新預告片。同月，宣佈英語配音版將於第29屆東京國際影展限定上映一日，河北麻友子和英里子分別擔任山咲杏和下平玲花的英語配音員。

## 製作人員
- 原作：奧浩哉《殺戮都市》（集英社《週刊YOUNG JUMP》連載）
- 總導演：佐藤敬一
- 導演：川村泰
- 編劇：黑岩勉
- 音樂：池賴廣
- 製作：Digital Frontier Inc.
- 發行商：東寶

## 主題曲
- the dresscodes《人間影像》

作詞 / 作曲：志磨遼平

## 外部連結
- 官方网站 （日語）
- 在Netflix上觀看《殺戮都市GANTZ：O》
- 互联网电影数据库（IMDb）上《殺戮都市GANTZ：O》的资料（英文）